# Rimora mangrovei
Rimora mangrovei är en svampart som först beskrevs av Kohlm. & Vittal, och fick sitt nu gällande namn av Kohlm., Volkm.-Kohlm., Suetrong, Sakay. & E.B.G. Jones 2009. Rimora mangrovei ingår i släktet Rimora och familjen Aigialaceae.   Inga underarter finns listade i Catalogue of Life.